# Amnirana fonensis
Amnirana fonensis é uma espécie de anfíbio da família Ranidae.
É endémica de Guiné.
Os seus habitats naturais são: florestas subtropicais ou tropicais húmidas de baixa altitude.
Está ameaçada por perda de habitat.